# Wonka (2023.)
Wonka nadolazeći je američki filmski fantastični mjuzikl iz 2023. u režiji Paula Kinga.
Film je prednastavak romana Roalda Dahla Charlie i tvornica čokolade (1964.), a govori o podrijetlu Willyja Wonke.
Dana 24. listopada 2023, film je imao posebnu projekciju na ShowEastu, a službeno je bio prikazan u Ujedinjenom Kraljevstvu 8. prosinca 2023. i 15. prosinca 2023. u SAD-u, dok je u hrvatskim kinima dostupan od 7. prosinca 2023. u sinkroniziranoj i titlovanoj verziji.

## Radnja
Prije otvaranja najpoznatije tvornice čokolade na svijetu mladi Willy Wonka imao je svoje prve avanture uključujući i prvi susret s Umpa Lumpom.

## Glumačka postava
- Timothée Chalamet kao Willy Wonka
- Calah Lane kao Noodle
- Keegan-Michael Key kao šef policije
- Paterson Joseph kao Arthur Slugworth
- Matt Lucas kao Prodnose
- Mathew Baynton kao Ficklegruber
- Sally Hawkins kao Wonkina majka
- Rowan Atkinson kao Otac Julius
- Jim Carter kao Abacus Crunch
- Tom Davis kao Bleacher
- Olivia Colman kao Mrs. Scrubbit
- Hugh Grant kao an Oompa-Loompa
- Natasha Rothwell kao Piper Benz
- Rich Fulcher kao Larry Chucklesworth
- Rakhee Thakrar kao Lottie Bell
- Kobna Holdbrook-Smith
- Simon Farnaby
- Colin O'Brien
- Ellie White
- Murray McArthur
- Tracy Ifeachor
- Isy Suttie

## Sinkronizacija

### Glasove posudili
- Willy Wonka – Lovro Juraga
- Noodle – Ana Bertić
- Arthur Slugworth – Ervin Baučić
- Abacus Crunch – Sreten Mokrović
- Gđa. Scrubbit – Jelena Miholjević
- Oompa-Loompa/Dugi – Dražen Čuček
- Pozornik – Matko Knešaurek
- Lottie Bell – Lana Blaće
- Larry Chucklesworth – Dražen Bratulić
- Piper Benz – Vanda Winter
- Gerald Prodnose – Đani Stipaničev
- Bleacher – Robert Ugrina
- Otac Julius – Igor Mešin
- Felix Fickelgruber – Fabijan Pavao Medvešek

### Ostali glasovi
- Ronald Žlabur
- Tana Mažuranić
- Ivan Đuričić
- Jasna Palić-Picukarić
- Vesna Tominac Matačić
- Krešimir Dolenčić
- Gina Victoria Damjanović
- Ana Ćapalija
- Goran Malus
- Dino Antonić
- Ruben Carović
- Fran Hercog
- Nikola Podkrajac

### Vokalna izvedba
- Lovro Juraga
- Ronald Žlabur
- Ana Bertić
- Ivan Đuričić
- Ervin Baučić
- Gina Victoria Damjanović
- Sreten Mokrović
- Jasna Palić-Picukarić
- Dražen Čuček
- Sara Jurički
- Matko Knešaurek
- Lucija Pašalić
- Lana Blaće
- Dora Masle
- Dražen Bratulić
- Petra Zadro Salameh
- Vanda Winter
- Dino Antonić
- Đani Stipaničev
- Tomislav Mihaljević
- Robert Ugrina
- Matija Škvorc
- Fabijan Pavao Medvešek
- Juraj Guić

Produkcija:
- Sinkronizacija: Duplicato Media d.o.o.
- Snimanje i montaža: Nikola Podkrajac i Josip Pilipić
- Prijevod i prilagodba dijaloga: Lana Blaće
- Prepjev i vokalna redateljica: Lana Blaće
- Redatelj dijaloga: Marko Juraga
- Mix studio: Deluxe Media Inc.

## Produkcija
U listopadu 2016. godine Warner Bros. Pictures kupio je filmska prava na lik Willyja Wonke s namjerom da snimi film o njemu u produkciji Davida Heymana i Michaela Siegala.

### Casting
Godine 2021. potvrđeno je da će Paul King režirati projekt i da će Timothée Chalamet glumiti istoimenog protagonista. Donald Glover, Ryan Gosling, Ezra Miller i Tom Holland također su razmatrani za ulogu Wonke.
U rujnu 2021. glumačkoj postavi pridružili su se i Keegan-Michael Key, Sally Hawkins, Rowan Atkinson, Olivia Colman i Jim Carter.

### Snimanje
Snimanja su započela u Ujedinjenom Kraljevstvu u rujnu 2021. godine, a odvijala se pretežno u Bathu, Lyme Regisu, Londonu, Oxfordu i Leavesden Film Studiju.

## Glazba
Neill Hannon, frontmen "The Divine Comedy", napisao je originalne pjesme za film, dok je soundtrack skladao Joby Talbot.

## Promocija
Promocija filma započela je 10. listopada 2021., kada je glavni glumac Chalamet na svom Instagram profilu podijelio fotografiju sebe kao Wonke. Tijekom prezentacije u "National Association of Theatre Owners" 26. travnja, podijeljene su i scene Chalameta kao Willyja Wonke.
Prva službena najava za film objavljena je 11. srpnja 2023.

## Distribucija
Wonka bi trebao biti prikazan u kinima u Ujedinjenom Kraljevstvu 8. prosinca 2023., nakon čega u SAD-u 15. prosinca 2023. Izvorno je bio zakazan za 17. ožujka 2023. godine. U Hrvatskoj će biti prikazan 7. prosinca 2023.

## Vanjske poveznice
- Službena stranica
- Wonka u internetskoj bazi filmova IMDb-a